# Ibrahim Shameel
Ibrahim Shameel (ur. 14 października 1991) – malediwski pływak specjalizujący się w stylu dowolnym, olimpijczyk.
Reprezentował Malediwy w pływaniu 50 m stylem dowolnym na Letnich Igrzyskach Olimpijskich 2008, które odbyły się w Pekinie. Odpadł w fazie eliminacji.